# Maximilla
Ne doit pas être confondu avec Valeria Maximilla.
Maximilla est une prophétesse et un des premiers défenseurs du montanisme, une secte chrétienne hérétique fondée au deuxième siècle de notre ère par Montanus. Certains érudits pensent que Maximilla et sa sœur Priscilla, elle aussi prophétesse, étaient en fait les cofondateurs du montanisme. D'autres érudits rejettent cette hypothèse comme non prouvée. Quoi qu'il en soit, il est généralement convenu que Maximilla et Priscilla fournissaient le contenu prophétique principal et certains des oracles du mouvement.

## Liminaire
Selon la polémique anti-montaniste écrite par un auteur anonyme et conservée dans Histoire ecclésiastique d'Eusebius, Maximilla et Priscilla étaient des pions du diable qui ont parlé et agi de « manière délirante ». Jérôme de Stridon a traité les deux femmes de « folles démoniaques et hystériques, causes de nombreux scandales ». Au contraire, selon leurs disciples, Maximilla et Priscilla étaient des prophétesses semblables aux premières prophétesses chrétiennes. De manière générale, il est difficile de connaître objectivement la vie et les enseignements de Maximilla et Priscilla puisqu'ils nous sont principalement connus par des écrits chrétiens violemment hostiles au montanisme et susceptibles de contenir des calomnies à leur encontre.

## Biographie
On ne sait rien des origines famillales de Maximilla. Peut-être était-elle une descendante de citoyens romains résidant en Phrygie centrale ou dans ses environs. Selon l'Histoire ecclésiastique d'Eusèbe de Césarée, Maximilla et Priscilla étaient mariées mais « ont quitté leur mari au moment où elles étaient remplies d'esprit ».
Maximilla était l'épouse de Montanus de Phrygie[réf. nécessaire].
Alors que Maximilla prétendait prophétiser à Pépouza, Zotique de Comane est devenu résistant à ses enseignements et a essayé de réfuter ce qu'elle avait dit. Cependant, il a été stoppé par ses partisans et ses collègues montanistes. Apolinarius de Hiérapolis a également affirmé qu'une personne du nom de Julien d'Apamée l'avait réprimandée.

### Mort
Ayant survécu à sa sœur Priscilla, elle croyait être la dernière prophétesse et que la fin du monde devait survenir après sa disparition.[réf. nécessaire]
Selon Eusèbe, des rumeurs courent selon lesquelles Maximilla se serait pendue — tout comme l'avait fait précédemment Montanus — alors qu'elle était dans un état de frénésie. Eusèbe a comparé sa mort à celle de Judas Iscariote.
Jean d'Éphèse a déterré son cadavre — tout comme ceux de Montanus et de Priscilla — pour le brûler.